# Vlatka Patka
Vlatka Patka (stariji prijevod Pata Patak, engl. Daisy Duck) jedna je od likova crtanih filmova i stripova Walt Disney kompanije.

## Povijest
Stvorena je kao ženska protuteža i družica Paška Patka. Prvi put se pojavljuje u crtanom filmu Izlazak gospodina Patka (Mr. Duck Steps Out) 7. srpnja 1940. godine. Vlatka Patka je zamijenila (ili, po nekim izvorima, predstavlja kasniji oblik) kratko živuću ljubav Paška Patka koja se zvala Donna Patka i koja se prvi put pojavila u crtanom filmu Don Donald iz 1937. godine. U kratkom stripu iz 1951. godine Donna se vratila u stilu retroaktivnog kontinuiteta kao nepovezana meksička pačja djevojka koja je služila kao rival za Paškove osjećaje.

## Osobine
Vlatka je temperamenta sličnog Pašku, samo što se može puno bolje kontrolirati nego on (ipak, u par rijetkih prigoda znalo se dogoditi da se nije mogla kontrolirati, tako da je na neke situacije reagirala istim bijesom, žestinom i jačinom kao i Paško), te je profinjenija od Paška. Obično ne nosi niti hlače, niti haljinu, a prikazana je kako pokazuje veliku naklonost prema Pašku. Ponekad je prikazana kao bliska prijateljica Mini Maus.

## Vanjske poveznice
Mrežna mjesta
- Vlatka Patka  Arhivirana inačica izvorne stranice od 19. rujna 2017. (Wayback Machine) na IMDB (engl.)